# Zvlášť strašidelní Simpsonovi
Zvlášť strašidelní Simpsonovi (v anglickém originále Treehouse of Horror) jsou 3. díl 2. řady (celkem 16.) amerického animovaného seriálu Simpsonovi. Scénář napsal John Swartzwelder (1. část), Jay Kogen a Wallace Wolodarsky (2. část), Sam Simon a Edgar Allan Poe (3. část) a díl režíroval Wes Archer (1. část), Rich Moore (2. část), David Silverman (3. část). V USA měl premiéru dne 25. října 1990 na stanici Fox Broadcasting Company a v Česku byl poprvé vysílán 30. dubna 1993 na stanici ČT1. Díl je rozdělen na tři části: „Dům zlých snů“, „Hladoví budiž prokleti“ a „Havran“. Jedná se o vůbec první speciální čarodějnický díl.

## Děj
Na začátku Marge upozorňuje, že děti by se u tohoto dílu mohly bát.
Děti jsou v domku na stromě a vyprávějí si strašidelné příběhy. Homer jejich vyprávění poslouchá.

### Dům zlých snů
Simpsonovi podezřele levně koupí dům a stěhují se do něj. Už od začátku se tam dějí divné věci. Létají knihy nebo z nábytku teče krev. Marge se tam nastěhovat nechce, ale Homer ji přesvědčí, aby zůstali. Když spí, dům všechny navádí, aby zabili svou rodinu. Marge uvidí všechny s nožem a zastaví to. Hlas se je pořád snaží vystrašit, aby opustili dům, ale Simpsonovi v něm chtějí zůstat. Dům si to chce rozmyslet a pošle je ven. Když jsou všichni venku, rozhodne se radši sám zničit, než aby v něm žili.

### Hladoví budiž prokleti
Simpsonovi grilují na zahradě, když v tom je unesou Kang a Kodos v létajícím talíři. Starají se o ně znamenitě. Vaří jim velké množství jídla. Líza je nedůvěřivá a vidí v tom nějakou past. V kuchyni najde knihu, na které je napsané Jak uvařit lidi. Líza mimozemšťany obviní, že je chtějí sníst. Jak se ale ukáže, na knize je ve skutečnosti napsáno Jak uvařit PRO lidi. Kang a Kodos jsou zklamáni, protože chtěli, aby se Simpsonovým u nich líbilo, a se slzami v očích je vrátí zpět na zem.

### Havran
Tato část je přepis slavné básně Edgara Allana Poea Havran (v překladu Jaroslava Vrchlického). Líza jej čte z knihy.
Homer (představující básníka) sedí v křesle a spí u rozečtené knihy, když najednou někdo zaklepe na dveře. Dovnitř však nikdo nevejde. Homer se začíná bát, ale nedá mu to a jde otevřít dveře. Tam však nikdo není. Vrací se zpět do křesla, když v tom slyší ještě silnější zaklepání. Otevře okno, do světnice vletí havran, usadí se na soše a opakuje Nikdy víc. Homer se jej snaží vyhnat, ale nedaří se mu to. Rezignuje a bezmocně se na havrana dívá.
Po tomto příběhu si děti říkají, že historky nebyly příliš strašidelné, ale Homer, který je poslouchal, se hrozně bojí, a nemůže pak ani usnout, protože se bojí havrana.

## Produkce
Na rozdíl od typické epizody Simpsonových jsou Zvlášť strašidelní Simpsonovi rozděleni do tří částí a jde o první Speciální čarodějnický díl s halloweenskou tematikou. Je považován za nekanonický a odehrává se mimo běžnou kontinuitu seriálu. Od té doby se Speciální čarodějnický díl vysílá každou řadu kolem halloweenu. Součástí atraktivity seriálu pro autory je, že mohou porušit pravidla a zahrnout do něj násilí, které by se do běžné epizody nedostalo. Epizoda byla inspirována hororovými komiksy EC Comics, například Tales from the Crypt. V prvním díle je parodováno několik filmů o strašidelných domech, včetně Zániku domu Usherů, Zámku hrůzy, Amityville a Osvícení. Strašidelný dům postavený na pohřebišti je inspirován filmem Poltergeist z roku 1982. Dům byl také navržen tak, aby vypadal jako dům Addamsovy rodiny.  Kuchařka ve druhé části je odkazem na epizodu The Twilight Zone z roku 1962 To Serve Man. Třetí část je předobrazem románu Edgara Allana Poea Havran.
V roce 2011 se k této epizodě vyjádřil Al Jean: „Nápad parodovat EC Comics byl opravdu originální a pro kreslený seriál v televizi docela šokující. (Vedoucí producent) Jim Brooks řekl: ‚Raději bychom měli mít na začátku tohoto halloweenského pořadu distancování se,‘ takže Marge vyšla ven a varovala lidi, že uvidí něco strašidelného. A vtipné je, že podle našich halloweenských standardů a standardů síťové animace je to teď velmi krotké.“. Podle M. Keitha Bookera, autora knihy Drawn to Television, varování jen zvýšilo atraktivitu epizody pro děti. Celá pasáž byla parodií na úvod filmu Frankenstein z roku 1931. Podobná „varování“ byla sice použita na začátku druhého a třetího Speciálního čarodějnického dílu, ta se však rychle stala přítěží a pro čtvrtou epizodu už žádné varování nebylo. Místo toho v ní Marge požádala Barta, aby během svého úvodu, vzdávajícího hold filmu Night Gallery, varoval lidi, jak děsivý je tento seriál. Tato tradice byla obnovena pro Pátý speciální čarodějnický díl; poté od nich bylo trvale upuštěno a scenáristé se je již nepokoušeli obnovit. V úvodní části dílu a čtyřech následujících epizodách kamera projíždí hřbitovem, kde jsou vidět náhrobky s humornými epitafy. Tyto vzkazy obsahují jména zrušených pořadů z předchozí televizní řady a osobností, jako jsou Walt Disney a Jim Morrison. Naposledy byly použity v Pátém speciálním čarodějnickém dílu, kde byl na znamení této skutečnosti umístěn osamělý náhrobek s nápisem „Zábavné náhrobky“. Gagy s náhrobky byly pro scenáristy v první epizodě snadné, ale stejně jako Margina varování se časem staly obtížnějšími, takže od nich bylo upuštěno. Z celé řady byli Zvlášť strašidelní Simpsonovi jediným dílem, ve kterém se jako kulisa objevil domek na stromě, a byla v nich poprvé použita alternativní verze znělky, která se vysílá při závěrečných titulcích. Původně měl být použit theremin (raný elektronický hudební nástroj), ale nepodařilo se najít takový, který by dokázal vytvořit všechny potřebné tóny.
Alf Clausen, který složil většinu hudby k Simpsonovým, začal svou práci na seriálu právě touto epizodou. První část, Dům zlých snů, napsal John Swartzwelder a režíroval Wes Archer. Hlas domu propůjčil dabér Harry Shearer. Druhou pasáž, Hladoví budiž prokleti, napsali Jay Kogen a Wallace Wolodarsky a režíroval Rich Moore. Sam Simon napsal třetí část, Havrana, a David Silverman jej režíroval. Pasáž byla založena na povídkové básni Edgara Allana Poea Havran z roku 1845. Během produkce byl tvůrce Simpsonových Matt Groening z Havrana nervózní, protože neobsahoval mnoho gagů, a měl pocit, že to bude „nejhorší, nejnápaditější věc, jakou kdy (v seriálu) udělali“. V epizodě hostoval americký herec James Earl Jones jako stěhovák, jeden z mimozemšťanů a vypravěč Havrana. Jones nemohl pracovat se zbytkem dabérů, a tak své repliky nahrával ve Village Recorder v západním Los Angeles; v blízkosti mikrofonu žvýkal sušenku, aby pro mimozemšťany předvedl slintavé zvuky.
V této epizodě se v seriálu poprvé objevili sourozenci Kang a Kodos. V každém Speciálním čarodějnickém dílu od tohoto musí být Kang a Kodos jako postavy, uvádí neoficiální pravidlo Simpsonových. Navzdory tomuto pravidlu scenáristé říkají, že se na duo často zapomene a pak se přidá na poslední chvíli, což vede ke krátkým vystoupením. S nápadem na Kanga a Kodos přišli Kogen a Wolodarsky. Ve scénáři byli Kang a Kodos zobrazeni jako „chobotnice ve vesmírné helmě se stopou slizu“. Konečný návrh vycházel z obálky čísla EC Comics. Ačkoli byli původně navrženi tak, aby neustále slintali, Groening navrhl, aby neslintali pořád, což by usnadnilo proces animace. Animátorům však tato práce nevadila, což vedlo k tomu, že slintání ve scénáři zůstalo. Jména Kang a Kodos jsou odvozena od dvou postav ze Star Treku. Kang byl klingonský kapitán, kterého ztvárnil herec Michael Ansara v epizodě Den míru, zatímco Kodos Kat byl lidský padouch z epizody Jeho Veličenstvo vrah. Kanga namluvil Harry Shearer a Kodos Dan Castellaneta.

## Přijetí
V původním vysílání se díl umístil v týdnu od 22. do 28. října 1990 na 25. místě ve sledovanosti s ratingem 15,7, což odpovídá přibližně 14,6 milionu domácností. V tom týdnu se jednalo o nejsledovanější pořad na stanici Fox, který předstihl pořad Ženatý se závazky.
Po odvysílání epizoda získala od televizních kritiků převážně pozitivní hodnocení. V roce 1998 ji časopis TV Guide zařadil na seznam 12 nejlepších epizod Simpsonových a deník The Guardian ji označil za jednu z pěti nejlepších epizod v historii Simpsonových. Autoři knihy I Can't Believe It's a Bigger and Better Updated Unofficial Simpsons Guide, Warren Martyn a Adrian Wood, uvedli, že první dvě částí fungují lépe než třetí, „ale je to úžasný díl, který nastavil vysoký standard pro budoucí halloweenské speciály“. V roce 2008 vybral Canwest News Service tento díl jako jednu z pěti nejstrašidelnějších epizod z televizní minulosti. Jako nezapomenutelnou hlášku z epizody vyzdvihli Marge, která říká: „Tahle rodina měla své neshody a hádali jsme se, ale nikdy předtím jsme se neprali na nože, a já za to viním tenhle dům.“. Dvě části epizody kritici vyzdvihli jako ukázkové části Speciálních čarodějnických dílů. Havran byl v roce 2005 vybrán Ryanem J. Budkem z TV Squad jako druhá nejlepší část Speciálních čarodějnických dílů. Budke část popsal jako „jeden z nejrafinovanějších popových odkazů na Simpsonovy vůbec“ a zná „lidi, kteří považují tuto část za bod, kdy si uvědomili, že Simpsonovi mohou být vysoce zábavní a zároveň vysoce inteligentní“. Hladoví budiž prokleti byli v roce 2008 Ericem Goldmanem, Danem Iversonem a Brianem Zoromskim z IGN vybráni jako pátá nejlepší pasáž Speciálních čarodějnických dílů. Jako nejvtipnější moment pasáže recenzenti IGN vyzdvihli část „Jak uvařit pro čtyřicet lidí“.
Kritici také chválili vztah epizody k různým televizním pořadům a k Poeovu Havranovi. Michael Stailey z DVD Verdict popsal tři části dílu jako „brilantně zpracované příběhy zachycující nejlepší prvky The Twilight Zone, The Outer Limits a Příběhů Alfreda Hitchcocka a vnášející je do vesmíru Simpsonových“. Recenzent DVD Doug Pratt označil Havrana za „dokonalou adaptaci“. Kurt M. Koenigsberger ve své knize Leaving Springfield uvedl, že Simpsonovi, ačkoli „nejsou striktně literární formou (…), jsou rozhodně nejliterárnější ze všech situačních komedií“. Koenigsberger uvádí jako jeden z příkladů Havrana, aby podpořil tvrzení, že „Simpsonovi jsou ponořeni do amerického literárního kontextu, do něhož Arnold Bennett na svém turné v roce 1911 tak výrazně zasáhl“.